# キエフ年代記
『キエフ年代記』（キエフねんだいき、ロシア語: Киевская летопись）は、キエフ・ルーシの出来事を記したレートピシ（ルーシの年代記）である。単独の書籍としては現存せず、後世に編纂された『イパーチー年代記』の中に、その写しを見ることができる。1118 - 1200年の出来事を記しており、『イパーチー年代記』の中において、『原初年代記』の後続、『ガーリチ・ヴォルィーニ年代記』に先行する期間を記述している。
『キエフ年代記』は1200年頃、キエフ・ヴィードゥビチ修道院において、典院モイセイによって、既存の年代記集成に基づいて編纂された。ただし編纂の際、記述の省略や加筆が行われたこと、また、出来事に対する評価や文体の違いを根拠とする他の記述者の関与も指摘されている。編年体で構成されており、都市キエフとキエフの地（キエフスカヤ・ゼムリャー。キエフ公国領に相当する）の歴史や、キエフの領有権（キエフ大公位）をめぐるモノマフ家(ru)とオレグ家(ru)の権力闘争を記した上で、ルーシ外からの征服者たちに対する団結を呼びかけることを主眼として記述されている。
また、キエフとその諸公に関する記述のみに限定されず、ノヴゴロド、ヴォルガ・ブルガールや、現ドイツ、チェコ、ポーランド、ハンガリーに関する記述、また1174年にウラジーミル大公アンドレイ・ボゴリュブスキーが謀殺された件、1185年にノヴゴロド・セヴェルスキー公イーゴリがポロヴェツ族への遠征を行った件などの、個々の人物の記録も記載されている。